# Drużynowe mistrzostwa świata w tenisie stołowym
Drużynowe mistrzostwa świata w tenisie stołowym po raz pierwszy odbyły się w 1926 roku.
Kobiety rozpoczęły rywalizacje od 1934. Drużynowe mistrzostwa rozgrywane były aż do 2001 roku razem z indywidualnymi. Od 2004 rozgrywane są oddzielnie. Mistrzostwa organizuje Międzynarodowa Federacja Tenisa Stołowego.

## Medaliści drużynowych mistrzostw świata w tenisie stołowym

### gra drużynowa kobiet
| Rok i miejsce     | Zwyciężczynie     | 2. miejsce                     | 3. miejsce                         |
| ----------------- | ----------------- | ------------------------------ | ---------------------------------- |
| 1934 Paryż        | III Rzesza        | Węgry                          | Czechosłowacja                     |
| 1935 Londyn       | Czechosłowacja    | Węgry                          | III Rzesza                         |
| 1936 Praga        | Czechosłowacja    | III Rzesza · Stany Zjednoczone | –                                  |
| 1937 Baden        | Stany Zjednoczone | III Rzesza                     | Czechosłowacja                     |
| 1938 Londyn       | Czechosłowacja    | Anglia                         | Austria                            |
| 1939 Kair         | III Rzesza        | Czechosłowacja                 | Rumunia                            |
| 1947 Paryż        | Anglia            | Węgry                          | Czechosłowacja · Stany Zjednoczone |
| 1948 Londyn       | Anglia/ Węgry     | Węgry/ Francja                 | Czechosłowacja · Rumunia           |
| 1949 Sztokholm    | Stany Zjednoczone | Anglia                         | Francja · Węgry                    |
| 1950 Budapeszt    | Rumunia           | Węgry                          | Anglia · Czechosłowacja            |
| 1951 Wiedeń       | Rumunia           | Austria                        | Anglia · Szkocja                   |
| 1952 Bombaj       | Japonia           | Anglia · Rumunia               | –                                  |
| 1953 Bukareszt    | Rumunia           | Anglia                         | Austria · Węgry                    |
| 1954 Londyn       | Japonia           | Węgry                          | Anglia                             |
| 1955 Utrecht      | Rumunia           | Japonia                        | Anglia                             |
| 1956 Tokio        | Rumunia           | Anglia                         | Japonia                            |
| 1957 Sztokholm    | Japonia           | Rumunia                        | Chiny                              |
| 1959 Dortmund     | Japonia           | Korea Południowa               | Chiny                              |
| 1961 Pekin        | Japonia           | Chiny                          | Rumunia                            |
| 1963 Praga        | Japonia           | Rumunia                        | Węgry · Chiny                      |
| 1965 Lublana      | Chiny             | Japonia                        | Anglia                             |
| 1967 Sztokholm    | Japonia           | ZSRR                           | Węgry                              |
| 1969 Monachium    | ZSRR              | Rumunia                        | Japonia                            |
| 1971 Nagoja       | Japonia           | Chiny                          | Korea Południowa                   |
| 1973 Sarajewo     | Korea Południowa  | Chiny                          | Japonia                            |
| 1975 Kolkata      | Chiny             | Korea Południowa               | Japonia                            |
| 1977 Birmingham   | Chiny             | Korea Południowa               | Korea Północna                     |
| 1979 Pjongjang    | Chiny             | Korea Północna                 | Japonia                            |
| 1981 Nowy Sad     | Chiny             | Korea Południowa               | Korea Północna                     |
| 1983 Tokio        | Chiny             | Japonia                        | Korea Północna                     |
| 1985 Göteborg     | Chiny             | Korea Północna                 | Korea Południowa                   |
| 1987 Nowe Delhi   | Chiny             | Korea Południowa               | Węgry                              |
| 1989 Dortmund     | Chiny             | Korea Południowa               | Hongkong                           |
| 1991 Chiba        | Korea             | Chiny                          | Francja                            |
| 1993 Göteborg     | Chiny             | Korea Północna                 | Korea Południowa                   |
| 1995 Tiencin      | Chiny             | Korea Południowa               | Hongkong                           |
| 1997 Manchester   | Chiny             | Korea Północna                 | Niemcy                             |
| 1999 Eindhoven    | Chiny             | Chińskie Tajpej                | Rumunia · Korea Południowa         |
| 2001 Osaka        | Chiny             | Korea Północna                 | Korea Południowa · Japonia         |
| 2004 Doha         | Chiny             | Hongkong                       | Japonia                            |
| 2006 Brema        | Chiny             | Hongkong                       | Białoruś · Japonia                 |
| 2008 Kanton       | Chiny             | Singapur                       | Japonia · Hongkong                 |
| 2010 Moskwa       | Singapur          | Chiny                          | Japonia · Niemcy                   |
| 2012 Dortmund     | Chiny             | Singapur                       | Hongkong · Korea Południowa        |
| 2014 Tokio        | Chiny             | Japonia                        | Singapur · Hongkong                |
| 2016 Kuala Lumpur | Chiny             | Japonia                        | Korea Północna                     |
| 2016 Kuala Lumpur | Chiny             | Japonia                        | Chińskie Tajpej                    |
| 2018 Halmstad     | Chiny             | Japonia                        | Hongkong                           |
| 2018 Halmstad     | Chiny             | Japonia                        | Korea                              |

### gra drużynowa mężczyzn
| Rok i miejsce     | Zwycięzcy         | 2. miejsce               | 3. miejsce                         |
| ----------------- | ----------------- | ------------------------ | ---------------------------------- |
| 1926 Londyn       | Węgry             | Austria                  | –                                  |
| 1928 Sztokholm    | Węgry             | Austria                  | –                                  |
| 1929 Budapeszt    | Węgry             | Austria                  | –                                  |
| 1930 Berlin       | Węgry             | Szwecja                  | –                                  |
| 1931 Budapeszt    | Węgry             | Węgry · Anglia           | –                                  |
| 1932 Praga        | Czechosłowacja    | Węgry                    | –                                  |
| 1933 Baden        | Węgry             | Czechosłowacja           | –                                  |
| 1934 Paryż        | Węgry             | Austria · Czechosłowacja | –                                  |
| 1935 Londyn       | Węgry             | Czechosłowacja           | Austria · Polska                   |
| 1936 Praga        | Austria           | Rumunia                  | Czechosłowacja · Węgry · Polska    |
| 1937 Baden        | Stany Zjednoczone | Węgry                    | Czechosłowacja                     |
| 1938 Londyn       | Węgry             | Austria                  | Czechosłowacja · Stany Zjednoczone |
| 1939 Kair         | Czechosłowacja    | Jugosławia               | Anglia                             |
| 1947 Paryż        | Czechosłowacja    | Stany Zjednoczone        | Austria · Francja                  |
| 1948 Londyn       | Czechosłowacja    | Francja                  | Austria · Stany Zjednoczone        |
| 1949 Sztokholm    | Węgry             | Czechosłowacja           | Anglia · Stany Zjednoczone         |
| 1950 Budapeszt    | Czechosłowacja    | Węgry                    | Anglia · Francja                   |
| 1951 Wiedeń       | Czechosłowacja    | Węgry                    | Jugosławia                         |
| 1952 Bombaj       | Węgry             | Anglia                   | Hongkong · Japonia                 |
| 1953 Bukareszt    | Anglia            | Węgry                    | Czechosłowacja · Francja           |
| 1954 Londyn       | Japonia           | Czechosłowacja           | Anglia                             |
| 1955 Utrecht      | Japonia           | Czechosłowacja           | Anglia · Węgry                     |
| 1956 Tokio        | Japonia           | Czechosłowacja           | Chiny · Rumunia                    |
| 1957 Sztokholm    | Japonia           | Węgry                    | Czechosłowacja · Chiny             |
| 1959 Dortmund     | Japonia           | Węgry                    | Chiny · Wietnam                    |
| 1961 Pekin        | Chiny             | Japonia                  | Węgry                              |
| 1963 Praga        | Chiny             | Japonia                  | Szwecja · Niemcy                   |
| 1965 Lublana      | Chiny             | Japonia                  | Szwecja · Korea Północna           |
| 1967 Sztokholm    | Japonia           | Korea Północna           | Szwecja                            |
| 1969 Monachium    | Japonia           | Niemcy                   | Jugosławia                         |
| 1971 Nagoja       | Chiny             | Japonia                  | Jugosławia                         |
| 1973 Sarajewo     | Szwecja           | Chiny                    | Japonia                            |
| 1975 Kolkata      | Chiny             | Jugosławia               | Szwecja                            |
| 1977 Birmingham   | Chiny             | Japonia                  | Szwecja                            |
| 1979 Pjongjang    | Węgry             | Chiny                    | Japonia                            |
| 1981 Nowy Sad     | Chiny             | Węgry                    | Japonia                            |
| 1983 Tokio        | Chiny             | Szwecja                  | Węgry                              |
| 1985 Göteborg     | Chiny             | Szwecja                  | Polska                             |
| 1987 Nowe Delhi   | Chiny             | Szwecja                  | Korea Północna                     |
| 1989 Dortmund     | Szwecja           | Chiny                    | Korea Północna                     |
| 1991 Chiba        | Szwecja           | Jugosławia               | Czechosłowacja                     |
| 1993 Göteborg     | Szwecja           | Chiny                    | Niemcy                             |
| 1995 Tiencin      | Chiny             | Szwecja                  | Korea Południowa                   |
| 1997 Manchester   | Chiny             | Francja                  | Korea Południowa                   |
| 1999 Eindhoven    | Szwecja           | Chiny                    | Włochy · Japonia                   |
| 2001 Osaka        | Chiny             | Belgia                   | Korea Południowa · Szwecja         |
| 2004 Doha         | Chiny             | Niemcy                   | Korea Południowa                   |
| 2006 Brema        | Chiny             | Korea Południowa         | Niemcy · Hongkong                  |
| 2008 Kanton       | Chiny             | Korea Południowa         | Japonia · Hongkong                 |
| 2010 Moskwa       | Chiny             | Niemcy                   | Japonia · Korea Południowa         |
| 2012 Dortmund     | Chiny             | Niemcy                   | Korea Południowa · Japonia         |
| 2014 Tokio        | Chiny             | Niemcy                   | Chińskie Tajpej · Japonia          |
| 2016 Kuala Lumpur | Chiny             | Japonia                  | Korea Południowa                   |
| 2016 Kuala Lumpur | Chiny             | Japonia                  | Anglia                             |
| 2018 Halmstad     | Chiny             | Niemcy                   | Korea Południowa                   |
| 2018 Halmstad     | Chiny             | Niemcy                   | Szwecja                            |